# Émile Didier
Pour les articles homonymes, voir Didier.
Émile Didier, né le 30 décembre 1909 à Embrun (Hautes-Alpes) et mort le 28 janvier 2000 à Gap (Hautes-Alpes), est un homme politique français, député-maire de Gap, puis sénateur des Hautes-Alpes.
Tout d'abord membre du Parti radical, il suit Robert Fabre lors de la scission de 1972 qui conduit à la création du Mouvement des radicaux de gauche.

## Biographie
Pharmacien de profession, il devient maire de Gap à la suite des élections municipales de 1947. Il conservera ce mandat pendant 24 ans, ce qui constitue un record de longévité à ce poste.
Fort de son implantation dans la préfecture des Hautes-Alpes, il est élu député de la première circonscription des Hautes-Alpes, alors détenue par Armand Barniaudy (Centre démocratique), lors des élections législatives de 1967. Dans un contexte national extrêmement défavorable à la gauche, il parvient à sauvegarder son siège d'une seule voix de majorité lors des élections législatives de 1968, face à Émile Arrighi de Casanova.
Dans la foulée de cette victoire électorale, il parvient à se faire élire en décembre 1968 président du Conseil général des Hautes-Alpes à la suite du décès de Ludovic Tron. Il est reconduit lors des élections cantonales de 1970. Il présidera l'assemblée départementale jusqu'aux élections cantonales de 1982 à la suite desquelles il devra laisser sa place à l'UDF Marcel Lesbros.
Un an après son accession à la présidence du conseil général, il connaît un premier revers électoral majeur en étant battu lors des élections municipales de 1971 par le divers droite Bernard Givaudan.
Il prend cependant sa revanche quelques mois plus tard en devenant le sénateur des Hautes-Alpes le 26 septembre 1971. Comme tous les membres du Parti radical, il rejoint le groupe de la Gauche démocratique. Même après la scission de 1972, il continuera à sièger au sein de ce qui est devenu le Rassemblement démocratique européen. Réélu lors des sénatoriales du 28 septembre 1980, il choisit de ne pas se représenter lors des élections de 1989.

## Vie privée
Son fils, Roger Didier, né le 22 février 1951 à Gap, est devenu maire de Gap en 2007, à la suite de la démission de Pierre Bernard-Reymond parti siéger au Sénat, en remplacement de Marcel Lesbros, décédé. Il est élu au deuxième tour de l'élection municipale de mars 2008 avec le soutien de l'UMP, face à la liste de gauche de Guy Blanc. Le 28 août 2009, il est exclu du Parti radical de gauche pour ses « alliances répétées avec l'UMP ». Il est également vice-président du Conseil général des Hautes-Alpes.

## Mandats
Sénateur
- 26/09/1971 - 27/09/1980 : sénateur des Hautes-Alpes
- 28/09/1980 - 01/10/1989 : sénateur des Hautes-Alpes

Député
- 12/03/1967 - 30/05/1968 : député de la première circonscription des Hautes-Alpes
- 30/06/1968 - 04/12/1971 : député de la première circonscription des Hautes-Alpes

Conseiller général
- xx/xx/1970 - 15/03/1976 : président du conseil général des Hautes-Alpes
- 16/03/1976 - 21/03/1982 : président du conseil général des Hautes-Alpes

Conseiller municipal / Maire
- 1947 – 1971 : maire de Gap, Hautes-Alpes